# Estadio Manuel Murillo Toro
El Estadio Manuel Murillo Toro es un escenario deportivo ubicado en la ciudad de Ibagué departamento del Tolima a 1165 m. s. n. m. Con sus últimas remodelaciones, el estadio tiene capacidad de aforo para 30.000 espectadores. Su uso principal es para el fútbol, en donde juega como local el equipo Deportes Tolima.
El estadio fue sede local del extinto equipo Cooperamos Tolima que jugaba desde 1994 en la que era Categoría Primera C, también fue utilizado en la Categoría Primera B en la temporada 1996-97 hasta la Primera B del año 2000.
En el Torneo Apertura 2021 se jugó el partido de vuelta por los cuartos de final entre Millonarios contra el América de Cali.
En el estadio el Atlético Huila ha jugado de local algunas veces en la Primera división.

## Historia
Fueron años de campañas, reuniones y actividades para lograr que un anhelo de ibaguereños y tolimenses se convirtiera en realidad; aunque aún el departamento no contaba con escuadra profesional, la idea de la creación del equipo dio un mayor impulso al proyecto.
El diario El Comercio, en edición del 23 de junio de 1951 registra la gran "Semana Pro-estadio", evento que se realizó entre el 28 de junio y el 8 de julio de ese mismo año, con desfiles de deportistas, jornadas deportivas y el gran encuentro entre los equipos profesionales Millonarios y Atlético Bucaramanga.
En un encuentro amistoso realizado por los equipos Deportes Quindío (profesional) y Boca Juniors (amateur) de Ibagué el 19 de enero de 1955, se determinó realizar la obra cuando en la famosa cancha de Belén le tocó al propio Jefe Civil Militar César Augusto Cuéllar Velandia presenciar el encuentro durante casi dos horas de pies, momento que aprovechó Humberto González Ruiz para sugerirle al mandatario la necesidad de un estadio para Ibagué.
El Diario la Ëpoca, dirigido por Adriano Tribin Piedrahíta, en su edición 105 del 12 de octubre de 1954 registra un encuentro de personalidades, encabezado por el gobernador César Cuéllar Velandia, el alcalde Lisímaco Parra Bernal, el secretario de obras Bernardo Tello y dirigentes deportivos, según el diario, para definir el sitio donde se construiría el Estadio.
De acuerdo a la nota, la Gobernación del Tolima aportaba 10 mil pesos y 7 mil que se encontraban en poder de Nicolás Rivera, tesorero y gran promotor de la campaña Pro-estadio.
Fue construido en el año el 20 de julio de 1955 en un tiempo récord de 55 días con el nombre de estadio Gustavo Rojas Pinilla en un lote donado por el ciudadano Serrano de Ávila. Su capacidad inicial fue de 3000 espectadores y el partido inaugural entre Deportes Tolima y Boca Juniors de Cali realizado el 20 de julio de 1955 terminó con victoria del equipo visitante Boca Juniors de Cali por 3-2.
Fue catalogado como uno de los estadios más originales del país por no tener malla protectora para los aficionados; además de ser el primero en tener túneles directo hacia la cancha.
Es así que desde el año 2000 se viene realizando una reconstrucción total en la reglamentación y modernización exigidas por la FIFA, en el que la gobernación, la Alcaldía municipal, Coldeportes y Gabriel Camargo Salamanca han aportado para lograr esta meritoria meta. En la última remodelación se adelantado la adecuación de camerinos, bancos técnicos, iluminación y se realizó la ampliación de la tribuna norte.

## Remodelaciones
La primera construcción del estadio se hizo para 3000 espectadores, luego se amplió a 18 000 la cual se llevó a cabo en los años previos a los Juegos Nacionales de 1970; actualmente tiene una capacidad para albergar a 29 200 aficionados.
- Para los Juegos Deportivos Nacionales de 1970 el Gabriel Camargo, que en ese entonces tenía por nombre San Bonifacio, fue objeto de su primera refacción y fue ahí cuando tuvo la mejor infraestructura, para albergar por primera vez las justas nacionales.

- Tras la caída de tribuna occidental en 1981 se optó por dejarlo de un solo piso, y desde fines de la década de 1990 se empezó la obra para la ampliación de la tribuna oriental.

- Luego de un proceso licitatorio, en julio del año anterior la empresa Internacional de Eléctricos se encargó de la instalación de las 103 nuevas luminarias, tipo Arena Vision 2000W y acometidas para las mismas, que tuvieron un costo aproximado de 340 millones de pesos.

- Por críticas de la Confederación Sudamericana de Fútbol en cuanto a la iluminación se optó por mejorar la iluminación del estadio, En este proceso de adecuación de las nuevas luminarias hubo fallas. Incluso, en un juego nocturno de la Copa Colombia, entre el Deportes Tolima y el Atlético Nacional, el sistema colapsó, debido a una sobrecarga en uno de los transformadores. Se pasó a tener una capacidad de 750 lumen, la iluminación estaba en 260 lumen.

- En 2012, luego de más de dos años de trabajo, la tribuna norte sería habilitada en su totalidad, con nuevas locaciones, como la dependencia de bomberos, la enfermería y el comando de Policía. No obstante, aún estarían pendientes de solucionar los problemas de humedad que se presentaban entre la vieja y nueva estructura, los cuales habían ocasionado algunos charcos en las dependencias.[10]

- En 2015, el estadio entró en fase de remodelación. Se invirtieron 13 mil millones de pesos en el arreglo del campo de juego y su ampliación así como en sillería y camerinos. Dicho arreglo por parte de Coldeportes y la Alcaldía de Ibagué, sería para la realización de los Juegos Deportivos Nacionales del año 2015.[11]

- En el año 2019 se modernizo todo el sistema de iluminación dejando una capacidad de 1200 luces de potencia sobre el campo de juego.[12]
- En el 2020 el estadio fue intervenido para modernizar las cabinas de radio y televisión, se construyó la sala de prensa, el museo deportivo y el camerino para árbitros, en agosto del 2021 se realizó la instalación del sonido interno y una pantalla LED.[13]

## Nombre
El estadio ha cambiado varias veces de nombre a lo largo de su historia: inicialmente se llamó Gustavo Rojas Pinilla en honor al general presidente de la república de entonces, posteriormente fue conocido como San Bonifacio en honor a la ciudad (fundada como San Bonifacio de Ibagué)luego cambió a Manuel Murillo Toro en honor al político y escritor tolimense que fue presidente de la república en dos ocasiones, nombre que conserva hasta la actualidad. 

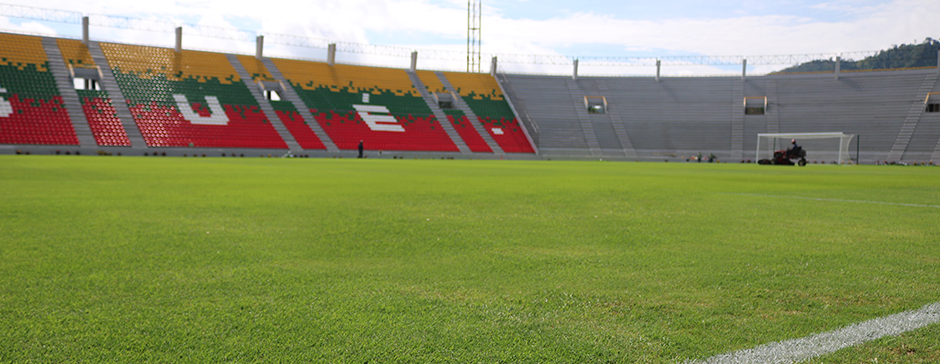
Estadio Manuel Murillo Toro

## Accidente en 1981
Para el 18 de noviembre de 1981, en el partido entre Deportes Tolima y Deportivo Cali, la baranda de la tribuna occidental se desprendió haciendo caer a los asistentes que se encontraban en la tribuna alta encima de las personas ubicadas en la tribuna baja, este grave accidente dejó 18 muertos y varios heridos, lo que obligó al conjunto local a disputar las series finales en la capital del país. Tras ese lamentable hecho el estadio fue reconstruido en su mayoría entre el 1982 y el 1985 dejándolo de sólo un piso. las tribunas sur, norte y oriental se derrumbaron por exceso de espectadores en un partido que enlutó a la nación pues le costó la vida a 17 espectadores y otros 30 resultaron heridos.

## Eventos

### Eventos deportivos
Este escenario ha tenido la oportunidad recibir toda clase de eventos tanto deportivos como culturales: competencias intercolegiales, juegos nacionales, el Festival Folclórico Colombiano, entre otros. Con respecto a la Deportes Tolima, el Manuel Murillo Toro ha recibido una final de la Primera B 1994, las finales de las Copa Mustang 2003-II, la final de 2006-II, la final de la Liga Postobon 2010-II final de la Liga Águila 2018-I, la final Superliga de Colombia 2019; y la final Superliga de Colombia 2022 cuanto a torneos continentales las Copa Libertadores de América 2004, 2007, 2010, 2013; 2019; Copa Sudamericana 2006, 2010, 2012. En la actualidad es la sede del equipo Deportes Tolima que juega en la Primera A del Fútbol profesional colombiano.
- Copa Conmebol 1996 (1 partido)
- Copa Conmebol 1997 (2 partidos)
- Copa Libertadores 2004 (3 partidos)
- Copa Libertadores 2007 (4 partidos)
- Copa Libertadores 2011 (4 Partidos)
- Copa Libertadores 2013 (4 Partidos)
- Copa Libertadores 2019 (3 partidos)
- Copa Sudamericana 2006 (3 partidos)
- Copa Sudamericana 2010 (3 partidos)
- Copa Sudamericana 2012 (2 partidos)
- Copa Sudamericana 2015 (3 partidos)
- Copa Sudamericana 2016 (1 partido)
- Copa Sudamericana 2017 (1 partido)
- Final Torneo Apertura 2021 (1 partido)[16]
- Final Torneo Apertura 2018 (1 partido)[17]
- Final Torneo Finalización 2003(1 partido)[18]
- Final Torneo Finalización 2006(1 partido)[19]
- Final Torneo Finalización 2010 (1 partido)[20]
- Final Torneo Finalización 2016 (1 partido).[21]
- Final Torneo Finalización 2021 (1 partido)
- Final Anexo:Primera B 1994 (Colombia) (1 partido)[22]
- Final Copa Colombia 2014 (1 partido)[23]
- Superliga de Colombia 2019 (1 partido)[24]
- Superliga de Colombia 2022 (1 partido)[25]

### Conciertos
- 1994 -  Camilo Sesto
- 1995 -  Mana
- 1995 -  Carlos Vives
- 1996 -  Shakira,  Ricky Martin,  Galy Galiano
- 2003 -  Dario Gómez,  Luis Alberto Posada,  El Charrito Negro
- 2009 -  Vicente Fernández
- 2010 -  Gilberto Santa Rosa,  Sergio Vargas,  Dragón y Caballero,  Peter Manjarrés,  Pipe Bueno,  J Balvin
- 2011 -  Don Omar,  Golpe a Golpe
- 2013 -  Andrés Cepeda
- 2013 -  Jesús Adrián Romero
- 2014 -  Marc Anthony,  Will Smith
- 2018 -  Jesús Adrián Romero
- 2021 -  Cali & El Dandee

- 2024 -  Silvestre Dangond  , Sergio Vargas , Grupo Niche

### Eventos infantiles
- 2009 - Fiesta para niños  Barney y sus amigos,   LazyTown,  Backyardigans,  Bichos (programa)